# Przepiórka chińska
Przepiórka chińska (Excalfactoria chinensis) – gatunek małego ptaka z rodziny kurowatych (Phasianidae).

## Systematyka
Wyróżniono kilka podgatunków E. chinensis:
- E. chinenisis chinensis – Indie do Sri Lanki, Półwysep Malajski, Indochiny, południowo-wschodnie Chiny i Tajwan.
- E. chinenisis trinkutensis – Nikobary.
- E. chinenisis palmeri – Sumatra, Jawa.
- E. chinenisis lineata – Filipiny, Borneo, Małe Wyspy Sundajskie, Celebes, Moluki.
- E. chinenisis novaeguineae – górzyste rejony Nowej Gwinei.
- E. chinenisis papuensis – południowo-wschodnia Nowa Gwinea.
- E. chinenisis lepida – Archipelag Bismarcka.
- E. chinenisis australis – wschodnia Australia.
- E. chinenisis colletti – północna Australia.

Taksony novaeguineae i papuensis bywają wliczane do lepida, a takson palmeri do podgatunku nominatywnego.

## Występowanie
Dziko żyjące przepiórki chińskie występują od południowych Chin, Indii, Sri Lanki, do Nowej Gwinei, Archipelagu Bismarcka i Australii. 

## Ekologia
Ptaki te zamieszkują tereny otwarte: stepy, pola uprawne, tereny trawiaste. Przepiórki chińskie są ptakami monogamicznymi, czyli żyją w parach, w przeciwieństwie do większych przepiórek japońskich.

## Hodowla

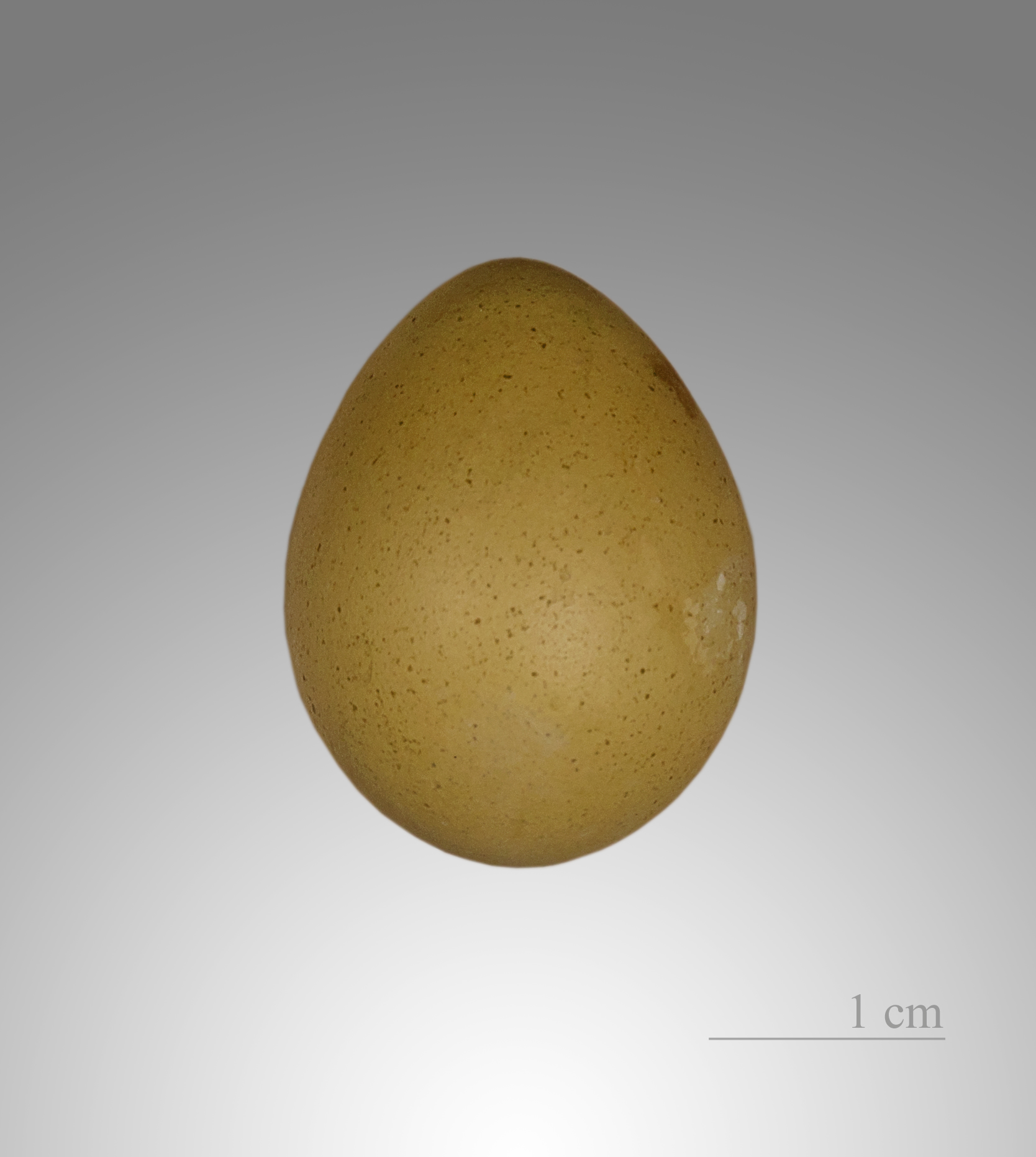
Jajo przepiórki chińskiej

Ptaki są trzymane ze względu na ich miniaturowy rozmiar (ok. 13 cm) i łatwą hodowlę. W wolierach ogrodowych i większych klatkach rozmnażają się bez najmniejszych problemów, w przeciwieństwie do swojego „siostrzanego gatunku” jakim jest przepiórka japońska (ok. 20), która częściowo zatraciła instynkt rozrodczy. Samiczka przepiórki chińskiej składa ok. 10 jaj (maksymalnie nawet 30) w naziemnym gnieździe, jednak nie jest w stanie wysiedzieć takiej liczby jaj. Wysiadywanie trwa 18 dni. Młode dojrzewają płciowo w wieku 6 miesięcy. 
Podczas inkubacji najlepiej oddzielić koguta i ponownie go przywrócić po wykluciu się młodych. Jest jednak jeden warunek, trzeba obserwować samca kilka dni czy nie atakuje piskląt, jeżeli to robi, należy natychmiast go oddzielić i ewentualnie z powrotem złączyć po wychowaniu młodych. 
W naturalnej odmianie barwnej (standard) samiec wyraźnie różni się od samicy. Samica ubarwiona jest na brązowo (szata ochronna), a samiec jest granatowo-brązowy. Głównym pożywieniem tych kuraków są nasiona traw, przede wszystkim proso (ok. 70%) później kanar i owsik. Można im również podawać mak. Spłoszona przepiórka gwałtownie wzbija się do lotu, trzymana w klatce może się roztrzaskać o dach, więc większość hodowców trzyma te ptaki w klatkach, których dach jest zabezpieczonym czymś miękkim np. styropianem. Z reguły ptaki wolą poruszać się „pieszo”. Lot jest ostatecznością.

## Status
W Czerwonej księdze gatunków zagrożonych Międzynarodowej Unii Ochrony Przyrody gatunek został zaliczony do kategorii LC (najmniejszej troski) pod nazwą Synoicus chinensis.